# Cryptococcus curvatus
Cryptococcus curvatus är en svampart som först beskrevs av Diddens & Lodder, och fick sitt nu gällande namn av Golubev 1981. Cryptococcus curvatus ingår i släktet Cryptococcus och familjen Tremellaceae.   Inga underarter finns listade i Catalogue of Life.